# Opera della Primaziale Pisana

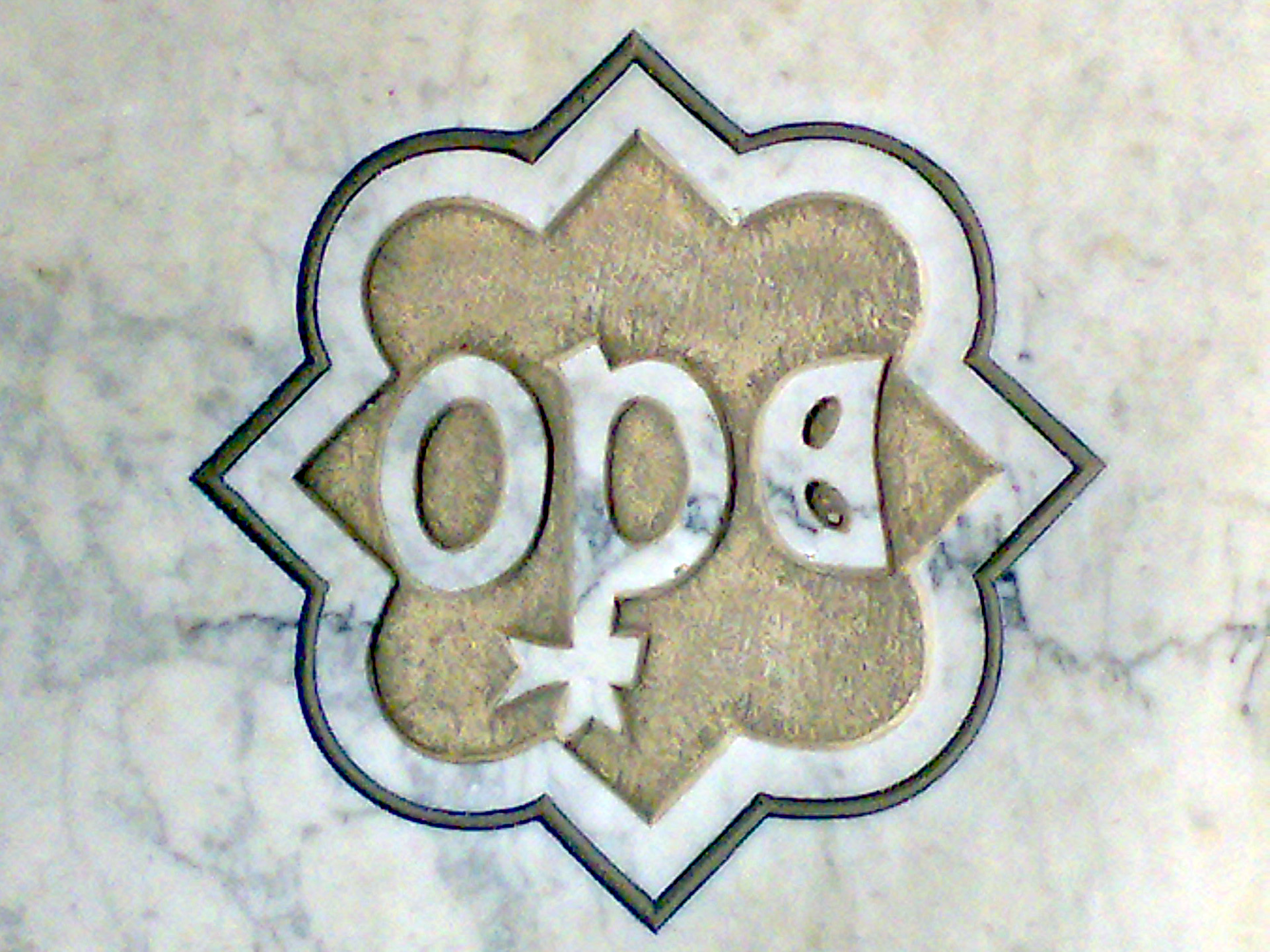
Stemma dell'Opera. La lettura è la seguente: O PER AE e significa dell'Opera, dato che la P tagliata è l'abbreviazione della sillaba "PER".

L'Opera della Primaziale Pisana, o Opera del Duomo di Pisa è una fabbriceria, ossia un ente laico-ecclesiastico creato per la gestione del complesso del Duomo di Pisa. L'ente è tuttora operante.

## Storia
L'Opera venne creata, col nome di Opera di Santa Maria Maggiore, nel 1063, 2 mesi prima della costruzione del Duomo e primo edificio religioso nella piazza. Con il passare degli anni si crearono nuovi cantieri, come quello del Battistero con l'Opera di San Giovanni e della torre con l'Opera del Campanile di Santa Maria.
Nel 1092 l'arcivescovo di Pisa Daiberto riceve il titolo di Primate e quindi la Cattedrale viene promossa a Primaziale. Tuttavia passerà circa un secolo prima che l'Opera venga istituzionalizzata e quindi il nome diverrà Opera della Primaziale.
L'Opera dal 1999 si configura giuridicamente come organizzazione non lucrativa di utilità sociale (ONLUS), regolata da un proprio Statuto, che definisce tra i suoi fini istituzionali la tutela, promozione e valorizzazione del suo patrimonio artistico.
Il 30 giugno 2007 l'Opera della Primaziale Pisana entra come socio fondatore nell'Associazione Fabbricerie Italiane
Tuttora sono conservate tutte le firme dei presidenti che si sono alternati dalla sua fondazione (1164).

## Deputazione
Dati aggiornati al 20 giugno 2023
- Operaio Presidente: Andrea Maestrelli
- Deputato: Pierfrancesco Pacini
- Deputato: Alexia Redini
- Deputato: Enrico Fascione
- Deputato: Sergio Ghelardi
- Deputato: Giuseppe Toscano
- Deputato: Gabriele Zaccagnini

## Galleria d'immagini

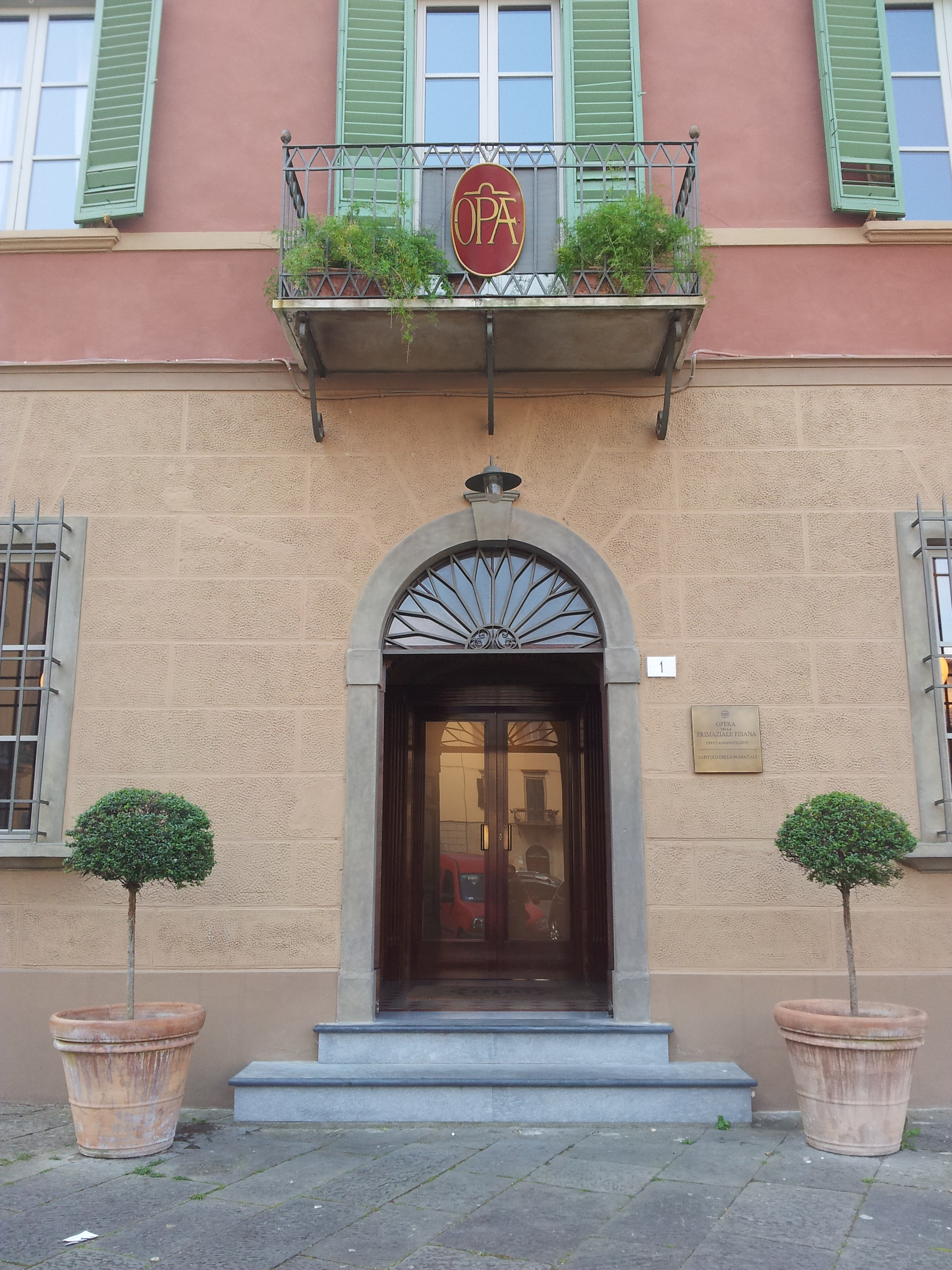
Uffici amministrativi dell'Opera del Duomo di Pisa
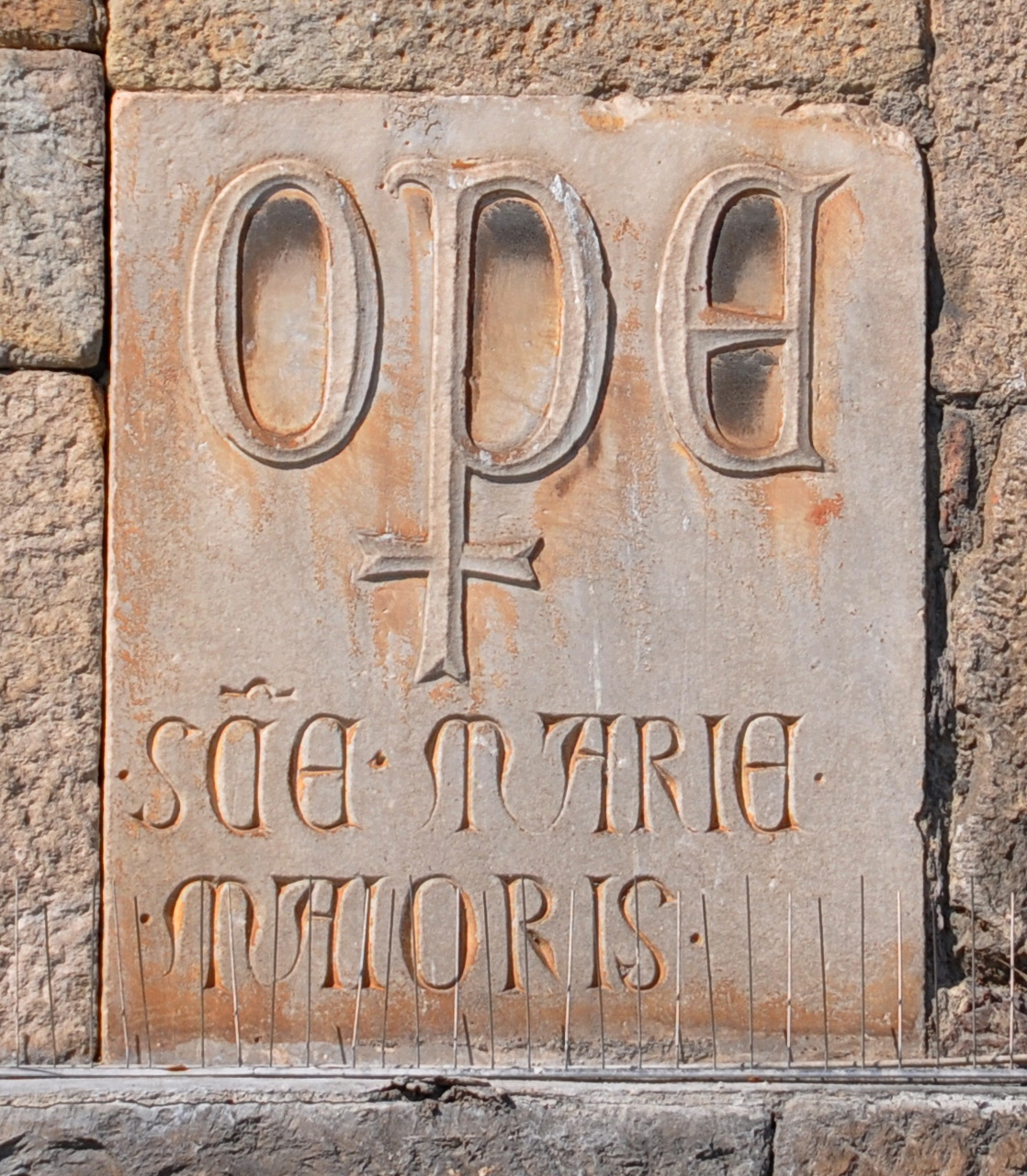
Stemma dell'Opera di Santa Maria Maggiore, ora Opera della Primaziale Pisana
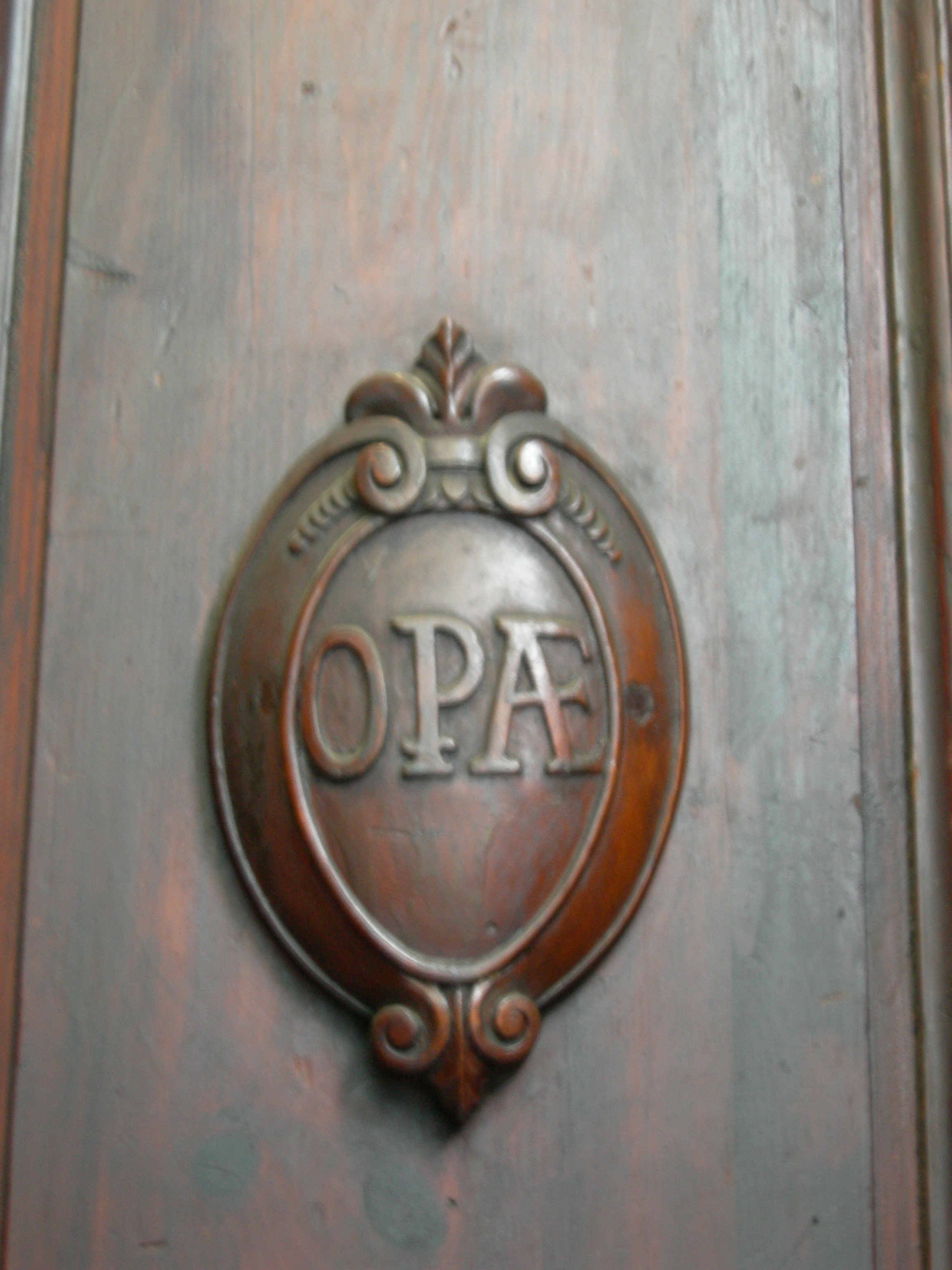
Stemma generico dell'Opera
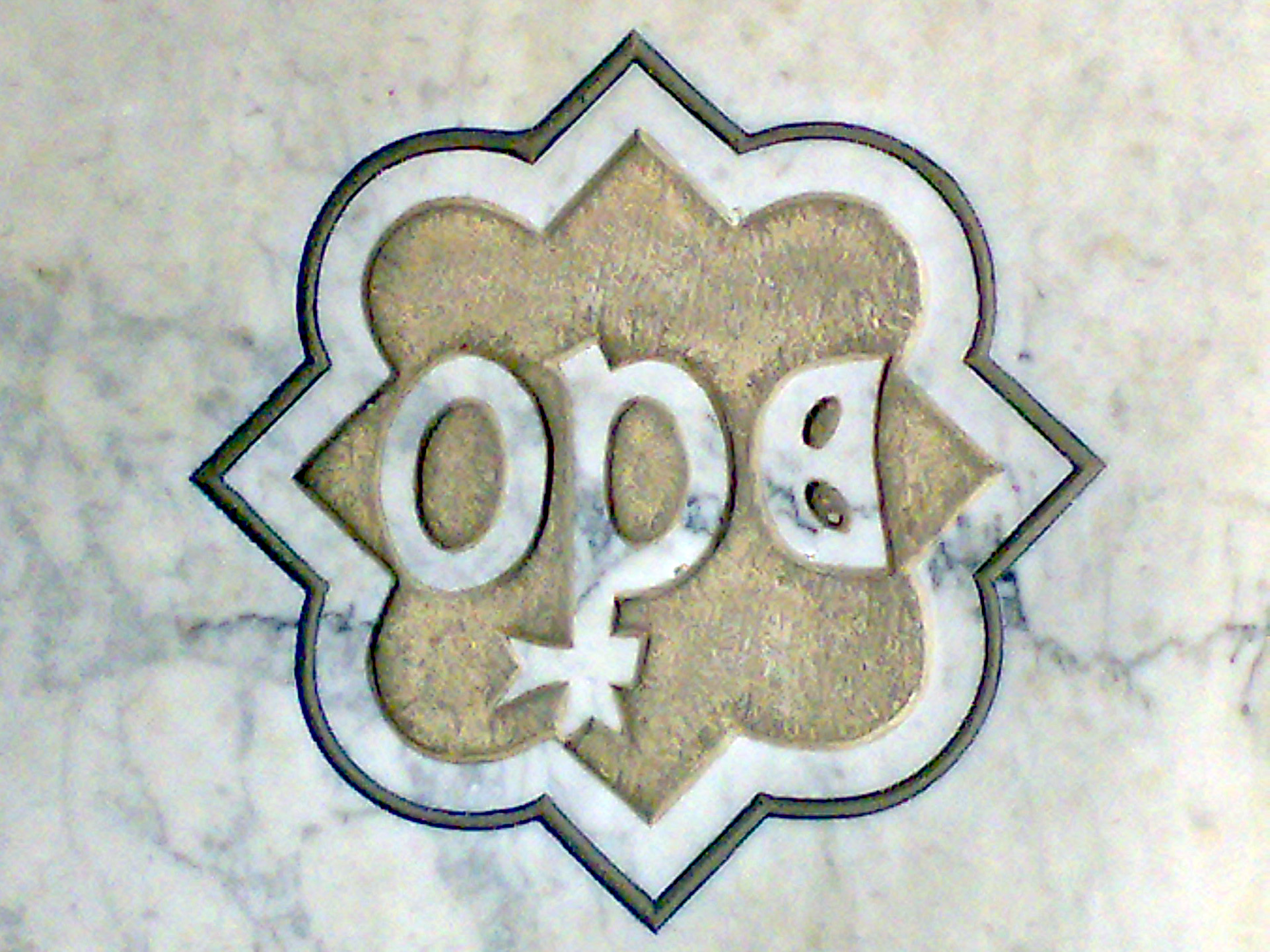
Stemma dell'Opera della Primaziale Pisana